# أي بي سي دي (أغنية غيمس)
أي بي سي دي (بالفرنسية: ABCD)‏ وهي إصدار منفرد لمغني الراب الكونغولي غيمس، تم إصدارها في 30 أكتوبر 2015 وهي إصدار منفرد في جزء الحبة الحمراء لألبومه الثاني قلبي كان على حق.

## التصنيف والشهادات

### التصنيف الأسبوعي
| التصنيف                                                     | أفضل مرتبة |
| ----------------------------------------------------------- | ---------- |
| تصنيف الألبومات الفرنسية (الاتحاد الوطني للنشر الفونوغرافي) | 165        |